# Żygajcie
Żygajcie (lit. Žygaičiai) – miasteczko na Litwie, położone w okręgu tauroskim w rejonie tauroskim, 22 km na północny zachód od Taurogów, 643 mieszkańców (2001). Siedziba starostwa Żygajcie. Przez miasteczko przebiega droga KK199 Taurogi-Wojnuta.
Znajduje się tu kościół parafialny katolicki, gimnazjum i poczta.
Od 2005 roku miasteczko posiada własny herb nadany dekretem prezydenta Republiki Litewskiej.